# 왕안순

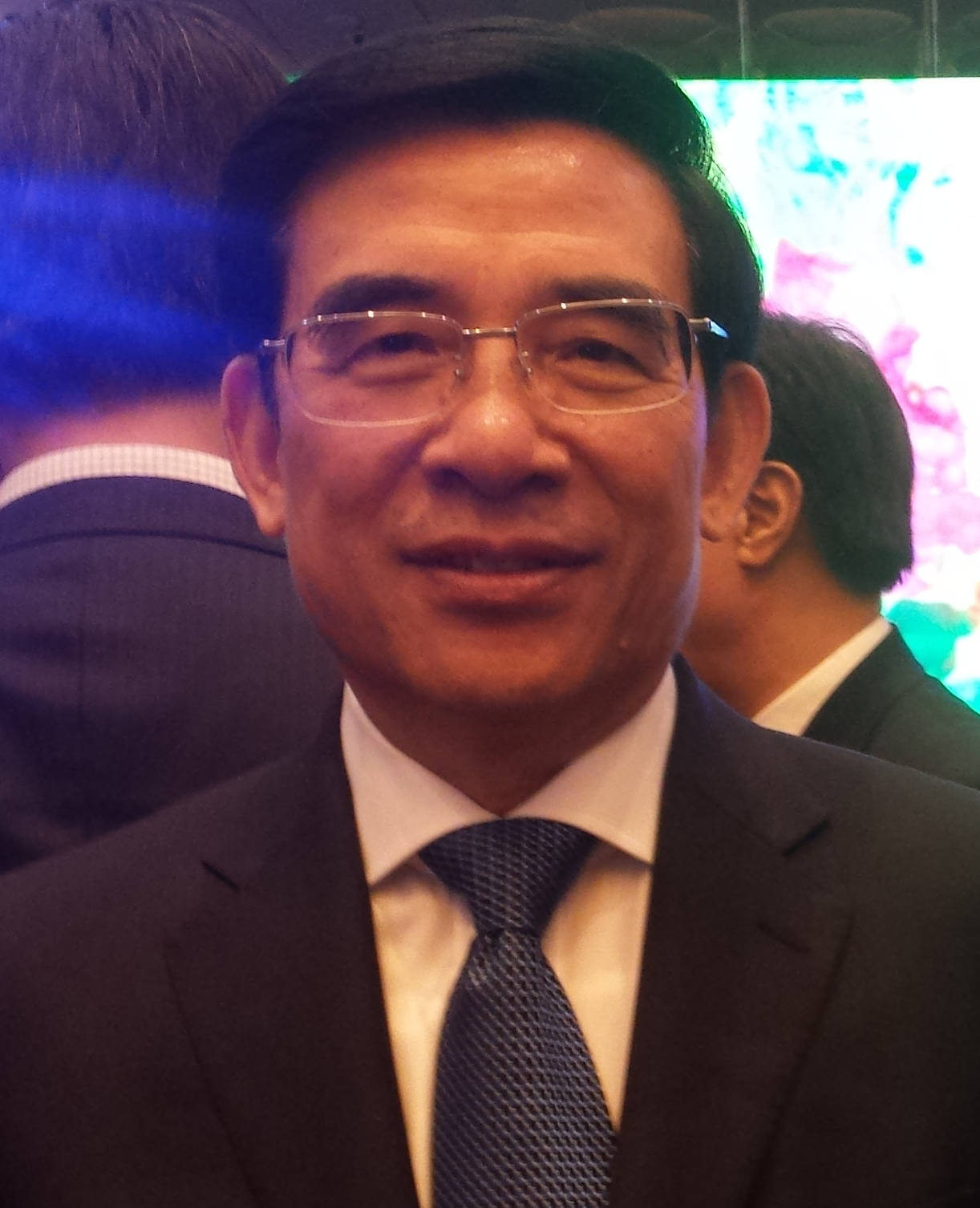

왕안순(왕안순, 중국어 간체자: 王安顺, 1957년 12월 ~ )은 중화인민공화국의 정치인이다. 베이징시 시장을 지냈다. 현재 국무원 발전연구센터 부주임 겸 당조성원이다.

## 생애
허난성 후이셴시에서 태어났다. 1975년 7월, 18세의 왕안순은 허난성 황허허무국(黃河河務局)의 후이셴 석재료 공장에서 일을 시작했다. 1977년 12월, "7월 21일 대학"(현재의 예지대학)의 학생으로 지질광산부 화북석유국 제4지질탐사대대 시추 지휘부에 참가했다. 1980년 지질광산부 화북석유국 제4지질탐사대대 공청단 위원회 간사로 임명되었고 1982년 9월 왕안순은 우한지질대학 지질학과에 들어가 공부했다. 1984년 8월 졸업 후, 지질광산부 화북석유지질국 제4지질탐사대대 공청단 위원회 서기와 부대장, 지린성 석유탐사 지휘소 당위원회 서기 겸 주임 등을 역임했다.
1992년 11월, 화북석유지질국 부국장에 올랐고 1995년 석유해양지질국 부국장 겸 동북 석유 지질국 당위원회 서기와 국장을 지냈다. 1996년 4월 지질광산부 인사 담당 부국장을 거쳐 1998년 7월 국토자원부 인사교육부 소장을 역임했고 1999년 7월 중국공산당 간쑤성 당위원회 상무위원 겸 조직부 부장과 부총리로 승진했다.
2001년 9월, 상하이 시위원회 상무위원회 위원장과 조직부 부장을 지냈다. 2003년 중국공산당 상하이시 시위원회 부서기와 조직부 부장을 거쳐 같은 해 6월 시위원회 당교 교장과 중국푸동간부학원 제1부원장에 임명되었고 7월부터는 시정부 국유재산감독관리위원회 당위원회 서기로 일했다. 2004년 4월에는 중국공산당 상하이 시위원회 부서기와 시위원회당교교장, 시정부 국유재산감독관리위원회 당위원회 서기를 역임했다.
2007년 왕안순은 중국공산당 베이징시 시위원회 부서기와 정치법률위원회 서기, 시위원회 당교교장, 베이징행정학원 원장을 지냈다. 2011년 베이징시 정협 주석으로 선출되었고 중국공산당 베이징시 시위원회 부서기와 정법위 서기, 시위원회 당교 교장을 역임했다. 2012년 베이징시 제13기 인민대표대회 상무위원회 제34차 회의에서 베이징시 부시장 겸 시장대리로 선출되었고 중국공산당 베이징시 인민정부 당조서기로 임명되었다. 2013년 왕안순은 베이징시 제14기 인민대표대회 제1차회의에서 베이징시 시장으로 공식 선출되었다.
2016년 10월, 베이징시 시장에서 물러나 국무원발전연구센터 당조서기로 임명되었고, 현재 국무원발전연구센터 부주임 겸 당조성원이다.